# Frödinge församling
Frödinge församling är en församling i Linköpings stift inom Svenska kyrkan. Församlingen ingår i Vimmerby pastorat och ligger i Vimmerby kommun i Kalmar län.
Församlingskyrka är Frödinge kyrka.

## Administrativ historik
Församlingen har medeltida ursprung. 
Församlingen utgjorde till 1973 ett eget pastorat för att från 1973 vara moderförsamling i pastoratet Frödinge och Locknevi. Från 2006 är församlingen annexförsamling i pastoratet Vimmerby, Tuna, Rumskulla, Pelarne, Frödinge och Locknevi.

## Kyrkoherdar
| Ämbetstid | Namn                       | Levnadstid | Övrigt |
| --------- | -------------------------- | ---------- | ------ |
| 1948–1950 | Karl Ivar Gotthold Rudmark | 1909–1981  | [ 6 ]  |
| 1973–1984 | Göran Andrae               | 1933–      | [ 7 ]  |

## Organister och klockare
| Ämbetstid | Namn         | Levnadstid | Kommentarer |
| --------- | ------------ | ---------- | ----------- |
| 1772-1784 | Nils Hultman | 1741-      | Organist    |
| 1785-1837 | Carl Melin   | 1754-      | Organist    |